# Napra
A Napra világzenét játszó magyar együttes, mely 2004 őszén alakult meg Budapesten. Dalaik közös kiindulópontja a Kárpát-medence népzenéje, amelyet azonban nem autentikus formában adnak elő, hanem a mai, újszerű hangzásra törekedve.
A zenekar tagjai korábban világ- és népzenei együttesekben játszottak. Az elektronikus és az akusztikus hangzás elegyítése, az elektronikus hangszerek - dob, basszusgitár, gitár - a népiekkel: hegedűvel, brácsával, cimbalommal, tangóharmonikával együtt megszólaltatva eredményezi a Naprára jellemző egyedi hangvételt.
2007. szeptember 29-én jelent meg első nagylemezük Jaj, a világ! címmel, két londoni producer Ben Mandelson és Rob Keyloch rendezésében a FolkEurópa Kiadó gondozásában. Ez a lemezük 2008 januárjában megkapta „2007 legjobb hazai világzenei albuma” Fonogram-díjat.
Utolsó koncertjüket 2017-ben Kapolcson tartották, azóta a zenekar vezetője, Both Miklós egyéb projektekkel, tudományos munkákkal foglalkozik. Hivatalos honlapjuk is megszűnt.

## Az együttes tagjai
|  | Both Miklós - ének, gitár                        |  | Krámli Kinga - ének         |
|  | Bobár „Boby” Zoltán - harmonika, brácsa, zongora |  | Winter Csaba - basszusgitár |
|  | Pfeiler Ferenc - dobok                           |  | Hegedűs Máté - hegedű       |

Vendégként Balogh Kálmán (cimbalom) és Ürmös Sándor (cimbalom) szokott még fellépni.

## Diszkográfia
- Jaj, a világ! 2007, FolkEurópa Kiadó
- Holdvilágos 2010, FolkEurópa Kiadó

## Díjak, jelölések
Nyert
- A 2008-as Fonogram-díjkiosztó legjobb hazai világzenei album kategóriában nyert a Jaj, a világ! című lemez.

Jelölve
- A 2011-es Fonogram-díjkiosztó legjobb hazai világzenei album kategóriában jelölték a Holdvilágos című lemezt.

## Interjúk
- GitárVilág 2009. szeptember 21.
- Magyar Narancs Archiválva 2009. július 25-i dátummal a Wayback Machine-ben 2009. május 14.
- ORIGO |Női Lapozó 2009. március 6.
- Interjú Bobár Zoltánnal (nepzene.hu) 2009. június 20.
- Népzene.hu 2008. augusztus 10.
- FigyelőNet 2009. június 4.
- Magyar Hírlap 2009. február 11.
- Magyar Nemzet Archiválva 2009. július 25-i dátummal a Wayback Machine-ben 2008. október 7.
- KultúrPart 2008. február 8.
- FigyelőNet 2007. szeptember 28.
- Quart 2007. február 19.
- Underground Magazin 2005. augusztus 11.